# مجلة معهد المخطوطات العربية
مجلة معهد المخطوطات العربية هي مجلَّة مصرية علمية نصف سنوية مُحَكَّمة، أصدرها معهد المخطوطات العربية في مايو 1955م، وتُعْنَى بالتعريف بالمخطوطات العربية، وفهرستها، ونشر النصوص المحقَّقة، والدراسات القائمة عليها.

## عن المجلة
صدر أولُ جزء من المجلة في القاهرة في مايو 1955، وظلَّت تصدر فيها حتى المجلد (26) الذي صدر في عام 1980م. 
واستأنفت الصدور في عام 1982م بسبب انتقال المعهد للكويت؛ وبدأت بترقيم جديد في يونيو 1982 حاملًا (المجلد الأول - الجزء الأول) ثم عادوا لاستئناف الترقيم القديم، ليكون ما يصدر في الكويت استكمالًا لما صدر في القاهرة، وهكذا صدر المجلد 26، الجزء الثاني، في ديسمبر 1982م. 
وتوالت مجلدات المجلة تصدر في الكويت في شهرينِ جديدينِ من العام، هما:
يونيو وديسمبر، لا مايو ونوفمبر، كما كان الحال في القاهرة. 
وعاد المعهد إلى القاهرة، ليستأنف عمله منها، وعادت المجلة إلى الصدور مرة أخرى، وكانت البداية بصدور المجلد (34) في عام 1990.
ولا تزال تصدر حتى اليوم بالقاهرة، منتظمة، متوالية، وبانتهاء عام 2024م بلغت عدة مجلداتها (67) مجلدًا، كل مجلد في جزأين، وبعض المجلدات شاملة الجزأين معًا.

## كشَّافات المجلة
- الكشاف التحليلي لمجلة معهد المخطوطات العربية - القاهرة مايو 1955 - نوفمبر 1980م، مج 1 - مج 26. الناشر: مركز المخطوطات والتراث والوثائق - الكويت. تاريخ النشر: 1989م.[3]

- كشاف مجلة معهد المخطوطات العربية من عام 1982م حتى عام 1986م. مقال منشور في مجلة عالم الكتب السعودية. كتبه: راشد بن سعد القحطاني.

- الفهارس المفصلة لمجلة معهد المخطوطات العربية 1955-2000م. صنعه: د. محمد فتحي عبدالهادي، ود. فيصل الحفيان. الناشر: معهد المخطوطات العربية. تاريخ النشر: 2001م.